# Joan Reventós i Carner
Joan Reventós i Carner (Barcelona, 26 de julho de 1927 — 13 de janeiro de 2004) foi um escritor e destacado político espanhol, filho do historiador e economista Manuel Reventós.

## Biografia
Licenciado em Direito pela Universidade de Barcelona, em 1950 começa a trabalhar como professor nas faculdades de direito e economia. Durante esta época ingressa para o Movimento Socialista da Catalunha, e se torna um de seus dirigentes. Devido à sua militância política, foi detido em 1957 e expulso da Universidade em 1958, passando alguns meses em prisão. Readmitido mais tarde, seria novamente expulso por assinar um documento em que pedia a demissão do reitor e do ministro da Educação.
Integra-se à Convergência Socialista da Catalunha e, em 1976, funda o Partit Socialista de Catalunya-Congrés. Esta partido funciona em 1978 com a federação catalã do Partido Socialista Operário Espanhol e o Partit Socialista de Catalunya-Reagrupament, dando nascimento ao Partido de los Socialistas de Cataluña, federado com o PSOE, de que é eleito primeiro secretário. Foi eleito deputado pela circunscrição eleitoral de Barcelona nas eleições gerais de 1977 e 1979.
Em 1980 foi candidato à presidência da Generalitat de Catalunya pelo PSC, obtendo 22,3% dos votos. O presidente seria, graças ao apoio da Esquerda Republicana da Catalunha, Jordi Pujol.
Depois da vitória do PSOE nas eleições gerais de 1982, foi designado embaixador da Espanha na França, cargo que ocupou entre 1983 e 1986. Mais tarde seria eleito senador e presidente do Parlamento da Catalunha entre 1995 e 1999.
Depois de uma longa enfermidade, faleceu em Barcelona, em janeiro de 2004. Em 2005, foi-lhe concedida a Medalla de Oro de la Generalidad de Cataluña a título póstumo.

## Livros publicados
Como escritor, Joan Reventós publicou os seguintes livros:
- El movimiento cooperativo en España (1960);
- Amb un altre nom (1984);
- Missió a París (1992).

E sob o pseudônimo de Pere Oliva:
- El Delta (1967),
- Serà quan comencin a daurar-se les fulles (1988);
- Els àngels no saben vetllar els morts (1996).